# Aeonium glandulosum
Aeonium glandulosum ist eine Pflanzenart aus der Gattung Aeonium in der Familie der Dickblattgewächse (Crassulaceae).

## Beschreibung

### Vegetative Merkmale
Aeonium glandulosum wächst als zwei- bis mehrjährige, einzelne oder manchmal sprossende Rosettenpflanze. Ihre kräftigen Triebe sind glatt. Ihre becherigen Rosetten erreichen einen Durchmesser von 12 bis 40 Zentimeter. Die verkehrt eiförmigen bis verkehrt lanzettlichen, schwach flaumhaarigen Laubblätter sind 6 bis 11 Zentimeter lang, 3 bis 8 Zentimeter breit und 0,3 bis 0,5 Zentimeter dick. Zur Spitze hin sind sie zugespitzt und tragen ein kleines aufgesetztes Spitzchen. Die Basis ist keilförmig. Der Blattrand ist mit tropfenförmigen Wimpern besetzt, die bis zu 0,6 Millimeter lang sind.

### Generative Merkmale
Der Blütenstand weist eine Länge von 8 bis 25 Zentimeter und eine Breite von 12 bis 40 Zentimeter auf. Der beblätterte Blütenstandsstiel ist 2 bis 10 Zentimeter lang. Die 8- bis 13-zähligen Blüten stehen an einem 3 bis 18 Millimeter langen, drüsig-flaumhaarigen Blütenstiel. Ihre Kelchblätter sind drüsig-flaumhaarig. Die blassgelben, lanzettlichen, zugespitzten Kronblätter sind 7 bis 11 Millimeter lang und 3 bis 4 Millimeter breit. Die Staubfäden sind kahl.

### Chromosomenzahl
Die Chromosomenzahl beträgt 2n = 36.

## Systematik und Verbreitung
Aeonium glandulosum ist im Norden von Madeira in Höhen von bis zu 1550 Metern verbreitet.
Die Erstbeschreibung als Sempervivum glandulosum durch William Aiton wurde 1789 veröffentlicht. Philip Barker Webb und Sabin Berthelot stellten die Art 1840 in die Gattung Aeonium.

## Nachweise